# Altamuramänniskan
Altamuramänniskan är ett delvis bevarat fossil av släktet Homo. Skelettet troddes ursprungligen vara Homo heidelbergensis och beskrevs även som liknande Homo neanderthalensis. Senare har det daterats till 130 000 års ålder och klassificerats som en arkaisk Homo sapiens med några neandertaldrag. Det fanns omgjutet av kalkstensavlagringar och har lämnats på fyndplatsen. Det upptäcktes i oktober 1993 av speleologer i en kalkstensgrotta, Grotta di Lamalunga, nära staden Altamura i Italien.

## Fossilt skelett
Ett forskarlag lett av professor Vittorio Pesce Delfino från universitetet i Bari föreslog, strax efter upptäckten, en första uppskattning om fyndet, endast grundat på morfologi. Kvarlevorna skulle ha klassificerats som kvarlevorna av en typ som föregick de allra äldsta typerna av klassiska Homo neanderthalensis och efterfölja de senare faserna av Homo erectus. En senare uppskattning daterade fyndet till ett intervall mellan 400 000 och 100 000 år sedan, mest sannolikt mellan 150 000 och 250 000 år sedan.

## Betydelse
Alla de till dittills kända uppgifterna om europeisk neandertalare kom från mångtaliga men fragmenterade upptäckter, till exempel ett skalltak i Tyskland och skallfragment i större eller mindre mängder, men aldrig fullständiga fynd, i Grekland, Italien, Spanien och Frankrike. Dessa lämnade antropologer med den svåra uppgiften att identifiera de saknade benbitarnas form. I motsats till detta är alla de olika bensegmenten perfekt bevarade i Altamura.
Trots denna idealiska situation, uppvisar fyndet i Grotta di Lamalunga utomordentliga svårigheter för metodiska studier på grund av omöjligheten att avlägsna benen från deras nuvarande kalkstensmatris utan att skada dem. Som svar på detta har projektet “Sarastro” genomförts; teknologisk infrastruktur har installerats i grottan som gör det möjligt att genomföra vetenskapliga studier från fjärran ort, utan att störa skelettet i sin ursprungliga fyndplats.